# محمد إبراهيم (لاعب سنوكر)
محمد إبراهيم هو لاعب سنوكر مصري، ولد في 3 مارس 1990.

## روابط خارجية
- محمد إبراهيم على موقع CueTracker.net (الإنجليزية)
- محمد إبراهيم على موقع بطولة العالم للسنوكر (الإنجليزية)